# Yuanli
Yuanli (苑裡鎮S, Yuànlǐ ZhènP) è un comune di Taiwan, situato nella provincia di Taiwan e nella contea di Miaoli.